# رود یاماتو
رود یاماتو (به لاتین: Yamato River) یک رود در ژاپن است که در استان نارا واقع شده‌است.